# Trifurcula stoechadella
Trifurcula stoechadella là một loài bướm đêm thuộc họ Nepticulidae. Nó được tìm thấy ở miền tây Mediterranean Region, from Pháp và bán đảo Iberia to Corse và Ý.
Ấu trùng ăn Lavandula stoechas. The mine the leaves of their host plant. 